# پارک ملی گونونگ مولو
پارک ملی گونونگ مولو (به لاتین: Gunung Mulu National Park) یک پارک ملی در مالزی است که در ساراواک واقع شده‌است.